# Неадіабатна реакція
Неадіабатна реакція (англ. nonadiabatic reaction) — хімічна реакція, що супроводиться зміною електронних станів у реагентах. Можливість переходу системи з одного електронного стану в інший може відбутись при перетині чи зближенні двох поверхонь потенціальної енергії. Ймовірність такого переходу (Р1,2) описується рівнянням:
Р1,2 = exp(– 4π2 a2 / h u |F1 – F2|),
де a — мінімальне зближення між адіабатними термами (поверхнями потенціальних енергій), u — радіальна швидкість відносного руху атомів, F1, F2 — нахили термів у точці зближення.